# 巴格县

巴格县位置

巴格县是巴基斯坦自由克什米尔地区所辖的一个县。该县1988年析置自蓬奇县。该县面积为1,368平方公里，总人口434,000。该县以其生产的糕点面包而知名。

## 行政区划
该县分为4个乡。